# Verona Calcio Femminile 1995-1996
Questa voce raccoglie le informazioni riguardanti la Verona Calcio Femminile nelle competizioni ufficiali della stagione 1995-1996.

## Stagione
Le squadre gialloblù sono sponsorizzate dalla ditta "Gunther".

## Rosa
Aggiornata alla fine del campionato.
| N. |                   | Ruolo | Calciatore           |
| -- | ----------------- | ----- | -------------------- |
|    | Italia (bandiera) | P     | Stefania Antonini    |
|    | Italia (bandiera) | P     | Consuelo Bressan     |
|    | Italia (bandiera) | D     | Elisabetta Bavagnoli |
|    | Italia (bandiera) | D     | Cristina Cassanelli  |
|    | Italia (bandiera) | D     | Alessandra Lezzi     |
|    | Italia (bandiera) | D     | Silvana Monchera     |
|    | Italia (bandiera) | D     | Raffaella Salmaso    |
|    | Italia (bandiera) | D     | Assunta Siano        |
|    | Italia (bandiera) | D     | Roberta Stefanelli   |
|    | Italia (bandiera) | C     | Florinda Ciardi      |
|    | Italia (bandiera) | C     | Eleonora De Rossi    |

| N. |                   | Ruolo | Calciatore            |
| -- | ----------------- | ----- | --------------------- |
|    | Italia (bandiera) | C     | Beatrice De Stefano   |
|    | Italia (bandiera) | C     | Francesca Ferrari     |
|    | Italia (bandiera) | C     | Antonietta Formisano  |
|    | Italia (bandiera) | C     | Adele Marsiletti      |
|    | Italia (bandiera) | C     | Michela Panato        |
|    | Italia (bandiera) | C     | Manuela Tesse         |
|    | Italia (bandiera) | A     | Anna Maria Mega       |
|    | Italia (bandiera) | A     | Carolina Morace       |
|    | Italia (bandiera) | A     | Maria Grazia Pegoraro |
|    | Italia (bandiera) | A     | Deborah Pelle         |
|    | Italia (bandiera) | A     | Silvia Sedonati       |

## Statistiche

### Statistiche dei giocatori
| Giocatore     | Serie A  | Serie A | Serie A     | Serie A    | Coppa Italia | Coppa Italia | Coppa Italia | Coppa Italia | Totale   | Totale | Totale      | Totale     |
| Giocatore     | Presenze | Reti    | Ammonizioni | Espulsioni | Presenze     | Reti         | Ammonizioni  | Espulsioni   | Presenze | Reti   | Ammonizioni | Espulsioni |
| ------------- | -------- | ------- | ----------- | ---------- | ------------ | ------------ | ------------ | ------------ | -------- | ------ | ----------- | ---------- |
| S. Antonini   | 30       | -14     | 0           | 0          | 0            | 0            | 0            | 0            | 30       | -14    | 0           | 0          |
| E. Bavagnoli  | 25       | 7       | 0           | 0          | 0            | 0            | 0            | 0            | 25       | 7      | 0           | 0          |
| C. Cassanelli | 20       | 1       | 0           | 0          | 0            | 0            | 0            | 0            | 20       | 1      | 0           | 0          |
| F. Ciardi     | 25       | 6       | 0           | 0          | 0            | 0            | 0            | 0            | 25       | 6      | 0           | 0          |
| E. De Rossi   | 1        | 0       | 0           | 0          | 0            | 0            | 0            | 0            | 1        | 0      | 0           | 0          |
| B. De Stefano | 25       | 6       | 0           | 0          | 0            | 0            | 0            | 0            | 25       | 6      | 0           | 0          |
| F. Ferrari    | 19       | 3       | 0           | 0          | 0            | 0            | 0            | 0            | 19       | 3      | 0           | 0          |
| A. Formisano  | 23       | 4       | 0           | 0          | 0            | 0            | 0            | 0            | 23       | 4      | 0           | 0          |
| A. Lezzi      | 1        | 0       | 0           | 0          | 0            | 0            | 0            | 0            | 1        | 0      | 0           | 0          |
| A. Marsiletti | 23       | 16      | 0           | 0          | 0            | 0            | 0            | 0            | 23       | 16     | 0           | 0          |
| A.M. Mega     | 27       | 2       | 0           | 0          | 0            | 0            | 0            | 0            | 27       | 2      | 0           | 0          |
| S. Monchera   | 14       | 1       | 0           | 0          | 0            | 0            | 0            | 0            | 14       | 1      | 0           | 0          |
| C. Morace     | 20       | 39      | 0           | 0          | 0            | 0            | 0            | 0            | 20       | 39     | 0           | 0          |
| M. Panato     | 1        | 0       | 0           | 0          | 0            | 0            | 0            | 0            | 1        | 0      | 0           | 0          |
| M.G. Pegoraro | 6        | 0       | 0           | 0          | 0            | 0            | 0            | 0            | 6        | 0      | 0           | 0          |
| D. Pelle      | 20       | 10      | 0           | 0          | 0            | 0            | 0            | 0            | 20       | 10     | 0           | 0          |
| R. Salmaso    | 21       | 2       | 0           | 0          | 0            | 0            | 0            | 0            | 21       | 2      | 0           | 0          |
| S. Sedonati   | 4        | 1       | 0           | 0          | 0            | 0            | 0            | 0            | 4        | 1      | 0           | 0          |
| A. Siano      | 23       | 1       | 0           | 0          | 0            | 0            | 0            | 0            | 23       | 1      | 0           | 0          |
| R. Stefanelli | 27       | 0       | 0           | 0          | 0            | 0            | 0            | 0            | 27       | 0      | 0           | 0          |
| M. Tesse      | 28       | 1       | 0           | 0          | 0            | 0            | 0            | 0            | 28       | 1      | 0           | 0          |